# Donnerwetter! Donnerwetter! Bonifatius Kiesewetter
Donnerwetter! Donnerwetter! Bonifatius Kiesewetter ist ein Erotikfilm des Regisseurs Helmut Weiss aus dem Jahr 1969. Je nach medialer Rezeption wird er auch als Filmkomödie oder Spielfilm eingeordnet.

## Handlung
Die Eltern von Bonifatius Kiesewetter wünschen sich, dass ihr Sohn in Bonn Medizin studiere. Stattdessen interessiert er sich lieber dafür, die menschliche Anatomie in diversen Freudenhäusern kennenzulernen. Dies scheint in seinen Genen zu liegen, denn just in dem Freudenhaus, in dem er sich öfter aufhält, war auch sein Vater bereits Kunde.

## Produktionsnotizen
Der 1968 gedrehte Film kam am 10. Januar 1969 in die deutschen Kinos. In Italien geschah dies etwa ein Jahr später, am 28. Februar 1970.
Die von Alexander Sawczynski ausgeführten Filmbauten entwarf Fritz Jüptner-Jonstorff.

## Kritiken
„Die einfältige Handlung dient der Illustration von zotig-platten Versen.“

„Wegen des spekulativen Skripts, der vulgären Optik und des obszönen, auf den zotigen Kiesewetter-Versen basierenden Dialogs muß diese deutsch-italienische Coproduktion, die auch noch überaus primitiv-konventionell gemacht ist (wenn auch mit drei herausragenden Darstellern: Robert Christian, Paul Dahlke und Hubert von Meyerinck), eindeutig abgelehnt werden.“